# Paraleuctra projecta
Paraleuctra projecta är en bäcksländeart som först beskrevs av Theodore Henry Frison 1942.  Paraleuctra projecta ingår i släktet Paraleuctra och familjen smalbäcksländor. Inga underarter finns listade i Catalogue of Life.